# 10949 Königstuhl
10949 Königstuhl eller 3066 P-L är en asteroid i huvudbältet som upptäcktes den 25 september 1960 av den nederländsk-amerikanske astronomen Tom Gehrels och det nederländska astronomparet Ingrid van Houten-Groeneveld och Cornelis Johannes van Houten vid Palomarobservatoriet. Den är uppkallad efter berget Königstuhl.
Asteroiden har en diameter på ungefär 10 kilometer.